# Totó Mendes
Antônio Mendes da Silva Júnior, popularmente conhecido como "Totó Mendes" (Itanhaém, 12 de fevereiro de 1890 — Itanhaém, 8 de abril de 1951) foi um político brasileiro.

## Biografia
Filho do ex-vereador Antônio Mendes da Silva, Totó Mendes foi criado em Itanhaém, onde desenvolveu sua vida. Foi doutrinado pelos padres franciscanos do Convento, além de ser um dos itanhaenses favorecidos pela existência do Gabinete de Leitura de Itanhaém, que proporcionou a erradicação do analfabetismo e o acesso básico à cultura entre os munícipes no começo do século XX.  O pai, por sinal, foi um dos que apoiaram a criação do gabinete educador.  Esta educação deu-lhe uma formação humanista, sendo estudioso de música, literatura, jornalismo e astronomia, entre outras ciências, o que lhe tornou, quando adulto, tanto um  líder da comunidade itanhaense, quanto em um visionário sobre o potencial turístico da cidade.
Foi uma pessoa profundamente religiosa, sendo católico romano, e tendo sido compositor de música sacra em grande quantidade.  Foi também músico instrumentista, com domínio de instrumento de sopro e corda, sendo sua especialidade o órgão. Foi ainda professor de música e regente da banda musical da cidade.
Idealizou e criou o primeiro jornal de Itanhaém, o  Correio do Litoral, que teve sua primeira edição em  2 de fevereiro de 1915. Esse jornal circulava, em princípio, duas vezes por semana, passando a ser semanal após algum tempo, sendo impresso até data incerta, 1922 ou 1948. O jornal tinha uma linha editorial simples e popular, o que ajudou a popularizar Totó na comunidade.
Sua casa, um sobrado na Praça Narciso de Andrade, existe até hoje, e foi transformado em um centro comercial, o Páteo Totó Mendes.

## Prefeito de Itanhaém
Em 1914, Antônio Mendes da Silva Junior concorreu a vereador, sendo um dos sete eleitos. Na época, a eleição para a prefeitura era indireta: a população elegia os membros da Câmara Municipal, e estes, entre si, elegiam o prefeito, que não precisava necessariamente ser um deles. Assim,  em 1916, o legislativo municipal elegeu Totó Mendes como prefeito, aos 26 anos de idade, sendo o prefeito mais jovem da história do município.
Em seu governo, a energia elétrica chegou a Itanhaém, ainda que de forma bem limitada, graças à instalação de um gerador em 1918. Fernando Arens Júnior foi o empresário contratado para instalar a rede e fornecer o serviço. Na noite de 31 de julho, pela primeira vez, houve iluminação artificial na Praça Narciso de Andrade.
Em 1917, visitando a cidade por meio da ferrovia, o empreendedor Joaquim Branco conheceu a cidade e suas belezas naturais, vendo um grande potencial turístico e empresarial. Procurou o prefeito Totó Mendes, propondo a elaboração e implementação de um projeto de urbanização, organizando a cidade, uniformizando o traçado das ruas, batizando-as e aos bairros, tudo objetivando proteger e valorizar monumentos históricos e naturais, ao mesmo tempo que prepararia a cidade para receber o turismo. O projeto incluía ainda a abertura de um escritório da prefeitura de Itanhaém na capital, São Paulo, destinado a divulgar a cidade, vender terrenos e viabilizar o município como estância balneária. A prefeitura não tinha dinheiro pra pagar a Joaquim por seus projetos, por isso, pagou-o com terras, as quais foram transformadas em um loteamento, batizado de Vila Suarão, que teve suas primeiras casa construídas em 1925..
Totó Mendes encampou a ideia de transformar Itanhaém em uma estância turística. Crendo no progresso e crescimento que o turismo traria à cidade, deixou traçadas duas avenidas de grande porte, com 40 metros de largura cada uma, ligando a cidade à Mongaguá: eram os projetos da Avenida Rui Barbosa e da Avenida Condessa de Vimieros. Tal projeto acabou não sendo seguido, as avenidas foram seccionadas por quarteirões, e nunca prolongadas até o município vizinho. Por décadas a única ligação rodoviária da cidade com o resto do estado seria através da areia da praia até São Vicente, sendo que uma ligação rodoviária estruturada com Mongaguá e a capital só surgiria em 1961, com a Rodovia Padre Manoel da Nóbrega.  
Seus projetos acabaram não sendo aceitos pelos demais políticos locais, impossibilitando sua realização, o que, por fim, deixou-o frustrado e inconformado, levando-o a renunciar em 9 de maio de 1924, tanto à prefeitura quanto à vereança, após sucessivas reeleições desde 1916. Aposentou-se imediatamente da vida política, nunca mais concorrendo a nenhum cargo público eletivo. No entanto continuou participando ativamente da sociedade itanhaense, através de atividades religiosas, culturais, jornalísticas e trabalhando com escrivão do Cartório de Registro Civil.
Faleceu com 61 anos de idade.